# Hermann Leuchs
Friedrich Hermann Leuchs (* 26. August 1879 in Nürnberg; † unsicher 2. Mai 1945 in Berlin) war ein deutscher Chemiker.

## Leben und Werk
Leuchs studierte Chemie und wurde 1902 bei Emil Fischer in Berlin promoviert. Er stieg in der Hierarchie der Berliner Universität langsam auf und wurde 1916 zum Ordinarius berufen. Obwohl ihm zugesagt wurde, die Nachfolge des 1919 verstorbenen Emil Fischer als Leiter des Institutes anzutreten, erhielt Wilhelm Schlenk den Ruf auf diese Stelle, was das Verhältnis der beiden deutlich belastete. Als Schlenk 1935 aus politischen Gründen das Institut verlassen musste, trat Leuchs doch noch dessen Nachfolge an. Im Jahr 1938 wurde er zum Mitglied der Leopoldina gewählt. 1942 wurde er als „nicht mehr zuverlässig“ angesehen und von Erich Tiede, dem bisherigen Abteilungsleiter der Anorganischen Chemie, abgelöst.
Er befasste sich hauptsächlich mit der Chemie der Aminosäuren und des Strychnins.
Nach ihm benannt sind die Leuchs'schen Anhydride, zudem entwickelte er die N-Carbonsäureanhydrid-Methode.
Seine schon früh zu beobachtenden psychischen Probleme wuchsen mit der Zeit und sein Biograph sagt über ihn: „In den letzten Jahren seines Lebens war er ein Menschenverächter bis zu dem Grade, daß er es nicht mehr verbarg.“ Die Herrschaft der Nationalsozialisten, der Zweite Weltkrieg und die Zerstörung Berlins verschlimmerten seinen Zustand. Wahrscheinlich am 2. Mai 1945 setzte Leuchs seinem Leben in seiner Berliner Wohnung ein Ende.